# The Sims 3: Late Night
Симс 3: Касно у ноћ је трећи додатак зa стратешку игру живота Симс 3. Датум издавања је био октобар 2010. године.